# Гоенфельде (Штормарн)
Гоенфельде (нім. Hohenfelde) — громада в Німеччині, розташована в землі Шлезвіг-Гольштейн. Входить до складу району Штормарн. Складова частина об'єднання громад Тріттау.
Площа — 1,63 км2. Населення становить 52 ос. (станом на 31 грудня 2020).